# Großheringen
Großheringen é um município da Alemanha, situado no distrito de Weimarer Land, no estado da Turíngia. Tem 6,03 km² de área, e sua população em 2019 foi estimada em 656 habitantes.